# Leptogium britannicum
Leptogium britannicum är en lavart som beskrevs av P. M. Jørg. & P. James. Leptogium britannicum ingår i släktet Leptogium och familjen Collemataceae.   Inga underarter finns listade i Catalogue of Life.